# Ormes-et-Ville
Ormes-et-Ville é uma comuna francesa na região administrativa de Grande Leste, no departamento de Meurthe-et-Moselle. Estende-se por uma área de 12,49 km². Em 2010 a comuna tinha 224 habitantes (densidade: 17,9 hab./km²).